# Igazságügyi ökológia
Az igazságügyi ökológia az élőlény-együttesek tér- és időbeli mennyiségi eloszlása és valamely igazságügyi vizsgálat tárgyát képező emberi tevékenység közötti oksági, korrelációs esetleg egyéb kapcsolat fennállását vagy hiányát vizsgáló alkalmazott tudomány.
Magyarországon az igazságügyi szakértők szakterületeinek rendszerébe 2005-ben vezették be  önálló szakterületként (szakterületi kódja 694 illetve I5).

## Alapvető vizsgálati kérdéstípusok
- Valamely élőlény-együttes (vagy élőlény-együttes maradvány) megfigyelhető és dokumentált állapota, továbbá valamely igazságügyi vizsgálat tárgyát képező emberi tevékenység (v. cselekmény) között fennáll-e ok-okozati kapcsolat?
- Valamely élőlény-együttes (vagy élőlény-együttes maradvány) megfigyelhető és dokumentált állapota, kizárhatóvá vagy bizonyíthatóvá teszi-e igazságügyi vizsgálat tárgyát képező emberi tevékenység vagy történés adott módon és/vagy időben való lefolyását?
- Valamely élőlény-együttes (vagy élőlény-együttes maradvány) származhat-e, valamely igazságügyi vizsgálat tárgyát képező emberi tevékenység helyszínéről és/vagy időszakából?
- Valamely igazságügyi vizsgálat tárgyát képező emberi tevékenység lefolyását vagy eredményét befolyásolhatta-e egy meghatározott élőlény-együttes aktuális állapota vagy állapotváltozása?

A kifejezetten ökológiai jellegű (például fenti típusú) kérdések megválaszolásában az igazságügyi ökológus-szakértő alkalmazása lényegesen leegyszerűsítheti szakértői vizsgálat folyamatát, amelyet ilyen szakértő hiányában csak számos az ökológiával érintkező szakterületű más szakértő együttes munkája pótolhat. A szakértői munka módszertani egységesítése a különböző gyakorlati szakterületek és a köznyelv eltéréseiből származó buktatókat is könnyebben elkerülhetővé teszi, egyszerűbbé és világosabbá téve a jogi végzettségű igazságügyi szakemberek munkáját a szakvélemény hasznosításában.
Az ökológia korunk egyik legnagyobb hatású tudománya, amelynek eredményei a gyakorlati élet rendkívül széles körét (mezőgazdaság, környezetvédelem, közegészségügy, vízügy stb.) alapvetően érintik, mégis módszereiben, vizsgálati szempontjaiban nagyon egységes és pontosan körülhatárolt szaktudomány. A körülöttünk levő élőlény-együttesek állapotai és állapotváltozásai alapvetően meghatározzák mindennapi életünket és az emberi tevékenység is jelentős (sokszor alapvető) hatással van azokra. Az ökológiai kölcsönhatások ismerete nélkülözhetetlen a társadalmi szintű tevékenységeink koordinálásában. A bioszférát alkotó élőlény-együttesek állapotának vizsgálata, az állapotváltozások nyomonkövetése, értékelése és a mindezek mögött megbúvó hatótényezők kutatása (ok-okozati és korrelációs kapcsolatok feltárása) és a változások előrejelzése, az emberi társadalom hosszútávú érdekei szempontjából a legfontosabb feladatok közé sorolható. Ezen ismeretek és adatok hiányában sem a különféle emberi tevékenységek körültekintő tervezése (előzetes ökológiai hatásbecslés), sem mindezek utólagos hatásvizsgálata, értékelése nem képzelhető el. Az ökológiai ismereteken alapuló modern természetvédelem szintén az élőlény-együttesek közösségszerkezeti állapotaival (állapotváltozásukkal és megóvásuk lehetőségeivel) foglalkozik. Ugyanakkor ezek az ökológiai állapotváltozások az abiotikus faktorok (éghajlat, szennyező anyagok stb.) változásait is jelzik (indikálják), így ezek monitorozásának kiemelkedő tudományos és társadalmi jelentősége van, elsősorban a környezet- és természetvédelem, közegészségügy, állategészségügy és a mezőgazdaság szempontjából, de az élet számos más területén is.

## Legfontosabb alkalmazott részterületek
- mezőgazdasági ökológia (növényvédelmi és növényorvosi feladatok, talajvizsgálatok, prognosztika, kár- és kockázatelemzés, agrárkörnyezetvédelem, agroökológiai rendszerelemzés, oknyomozás, ökológiai hatásvizsgálatok)
- vízügyi ökológia(hidrobiológiai és vízkémiai vizsgálatok, élővizek, ivóvíz és szennyvíz problémák, halastavak biológiai vízminősége és ökológiai állapota)
- környezet- és természetvédelmi ökológia (természetkárosítás, védett élőhelyek és élőlények, élőlény-identifikációs feladatok, kezelési tervek, szakmai projektek és pályázatok)
- élelmiszer ökológia (az élelmiszer-előállítás ökológiai vonatkozásai, ökológiai kockázatok és veszélyhelyzetek elemzése, kritikus ellenőrzési pontok, élelmiszerbiztonsági adatok elemzése, folyamatok statisztikai és szimulációs modellezése, prediktív mikrobiológia)
- ökológiai monitoring-rendszerek kiépítése (adatfelvételezés, adatbázisok, többváltozós adatelemzés, adatközeli- és stratégiai modellezés, optimalizálási feladatok, döntéstámogató rendszerek, informatikai és alkalmazott matematikai problémamegoldás, kísérlettervezés és értékelés)

## Külső hivatkozások
- Magyar Igazságügyi Szakértői Kamara